# ایل تامرادی
طایفه تامرادی یکی از بزرگترین طوایف ایل بویراحمد و استان کهگیلویه و بویراحمد است. این طایفه در نواحی مختلف استان کهگیلویه و بویر احمد شامل نواحی شهر یاسوج، دهدشت، مارگون،لوداب ،پاتاوه تل کوچک تنگ سپو و بخشها و روستاهای دیگر کهگیلویه و بویراحمد و نیز در بخش هایی از استان های خوزستان ، چهارمحال و بختیاری و اصفهان ساکن اند.طایفه تامرادی به علت دارا بودن جمعیت زیاد و نیز قدرتی که در حوادث سیاسی و اجتماعی مختلف بویراحمد در طول تاریخ داشته است، اغلب به عنوان ایل نامبرده می شود.
مطاهر؛ابراهیم؛تخلایی؛محمد؛علیحیدر؛ مومن؛ نجفی؛ شیرین؛ شرومبوری؛ رحیم؛ مجید؛ محمدعلی؛ مرادعلی؛ شیجون؛ علیخان ؛ملاکریم ؛ کرکر...

## منبع
1. 1 2  کهگیلویه و ایلات آن.